# David Jacobson (ambassadeur)
Pour les articles homonymes, voir David Jacobson (réalisateur) et Jacobson.
David Cary Jacobson (Highland Park, Illinois, 1951 - ) est un avocat et diplomate américain. Il a été nommé ambassadeur des États-Unis au Canada par le président Barack Obama, le 4 juin 2009. Il remplace David Wilkins, qui a quitté ses fonctions quelques jours après l'arrivée au pouvoir du 44e président des États-Unis. Il quitte son poste en 2017.

## Biographie
Diplômé des universités Johns Hopkins et de Georgetown, M. Jacobson a pratiqué le droit à titre d'associé de l'étude Sonnenschein Nath & Rosenthal LLP de Chicago pendant une trentaine d'années. Il était spécialisé dans les litiges financiers et commerciaux, ainsi que dans le domaine de la haute technologie.
Partisan de la première heure du sénateur Obama, M. Jacobson a participé à son équipe de campagne à la présidence en 2008 à titre de directeur adjoint des finances. Après l'élection, il occupe un poste d'assistant spécial au Bureau du personnel présidentiel à la Maison-Blanche, où il était responsable de la vérification minutieuse des antécédents des hauts fonctionnaires nommées par la nouvelle administration.
Sa nomination au poste d'ambassadeur au Canada était pressentie dans les milieux politiques de Washington depuis plusieurs semaines. Le chroniqueur Al Kamen, du Washington Post avait évoqué le nom de Jacobson dans un article publié en avril 2009.